# Brady Ellison
Brady Ellison (27 de outubro de 1988 em Glendale, Arizona) é um arqueiro estadunidense que compete em tiro com arcos recurvos. Por apoiar as pesquisas pela cura e tratamento do câncer de mama, Brady atira com um arco cor-de-rosa.

## Carreira

### Olimpíadas de 2008 (2008-2011)
Nas Olimpíadas de 2008, em Pequim, Brady conquistou 664 pontos no round de ranqueamento, o que o deixou na chave número 15, onde ele foi eliminado por Jay Lyon no segundo round por 113-107.
Ele também participou da modalidade por equipes, com Butch Johnson e Vic Wunderle. Com pontuações respectivas de 664, 653 e 652, eles ficaram na décima posição do round de ranqueamento, mas perderam para a Taipé Chinesa por 222-218.
Em 2011, Brady aparecia no topo da lista de melhores arqueiros do mundo.

### Olimpíadas de 2012 (2012-atualmente)
Brady garantiu sua vaga nas olimpíadas de 2012 no Pré-Olímpico de Tiro com Arco dos EUA em Colorado Springs, Colorado. Conquistou uma medalha de prata na modalidade em equipes, juntamente com Jake Kaminski e Jacob Wukie.

### Rio 2016
Fez parte da equipe estadunidense nas Olimpíadas de 2016 que conquistou a medalha de prata no Tiro com arco nos Jogos Olímpicos de Verão de 2016 - Equipes masculinas, ao lado de Zach Garrett e Jake Kaminski.